# Pedra de Roseta
A Pedra de Roseta é um fragmento de uma estela de granodiorito erigida no Egito Ptolemaico, cujo texto foi crucial para a compreensão moderna dos hieróglifos egípcios e deu início a um novo ramo do conhecimento, a egiptologia. Frequentemente descrita como "a pedra mais famosa do mundo", sua inscrição guarda um decreto de um conselho de sacerdotes estabelecendo o culto ao faraó Ptolemeu V, no primeiro aniversário de sua coroação. Promulgada na cidade de Mênfis, em 196 AEC, essa deliberação é registrada em três versões com conteúdo em geral equivalente mas em escritas diferentes: a superior foi registrada na forma hieroglífica do egípcio antigo; a do meio em demótico, variante escrita do egípcio tardio; e a inferior em grego antigo.
Provavelmente originária de um templo na região de Saís, no delta do Nilo, a Pedra de Roseta contém um dos chamados Decretos Ptolemaicos, um grupo de textos legislativos promulgados pela Dinastia ptolemaica entre os séculos II e III AEC honrando seus faraós reinantes, e que previam que múltiplas cópias suas deviam ser edificadas nos templos do Egito. Removida mais tarde, ela foi usada como material na construção de um forte na cidade marítima de Roseta, onde em 1799 foi redescoberta por um soldado integrando a expedição francesa ao Egito liderada por Napoleão Bonaparte. Primeira inscrição plurilíngue incluindo a língua egípcia antiga a ser recuperada na Idade Contemporânea, a Pedra de Roseta logo despertou interesse pela possibilidade de permitir traduzir a escrita hieroglífica desse idioma, cuja significação se perdera no final da Antiguidade. Como consequência, rapidamente cópias litografadas e de gesso suas passaram a circular entre museus e acadêmicos europeus. Neste ínterim tropas britânicas e otomanas derrotaram os franceses no Egito, em 1801, e ela acabou na posse do Reino Unido, nos termos da Capitulação de Alexandria. Transportada para Londres, desde 1802 está em exibição no Museu Britânico, do qual permanece o objeto mais visitado.
O estudo do Decreto de Mênfis, contido na Pedra de Roseta, já estava em andamento quando surgiu a primeira tradução completa do seu texto em grego, em 1803. Contudo, a decifração completa da escrita em hieróglifos levou quase duas décadas adicionais, sendo anunciada por Jean-François Champollion em 1822. As principais etapas para essa decodificação foram a descoberta de que a Pedra apresenta três variantes de um mesmo texto (1799); de que o texto em demótico utiliza caracteres fonéticos para representar nomes estrangeiros (1802) e que o mesmo se aplica ao texto em hieróglifos, que também apresenta semelhanças profundas com o demótico (1814); e de que, além de serem utilizados em nomes, os caracteres fonéticos também podiam ser utilizados para representar palavras nativas do egípcio (1822–1824).
Desde sua redescoberta, a Pedra tem sido alvo de rivalidades nacionalistas, incluindo uma disputa sobre o valor relativo das contribuições de Thomas Young e Champollion para a decifração da escrita hieroglífica e, desde 2003, a reivindicação de sua repatriação, pelo governo do Egito. Três outras cópias fragmentárias de seu decreto foram encontradas posteriormente, e diversas inscrições bilíngues ou trilíngues semelhantes foram descobertas mais recentemente, incluindo dois decretos ptolemaicos anteriores ao da Pedra de Roseta, o Decreto de Canopo, de 238 AEC, e o Decreto de Ráfia, de aproximadamente 217 AEC. Não obstante a Pedra de Roseta ter perdido a sua exclusividade, ao permitir a decifração da escrita hieroglífica ela tornou possível avanços fundamentais na arqueologia, nos estudos da tradução e na compreensão contemporânea da literatura e da cultura do Antigo Egito. Em reconhecimento à sua significância, mais recentemente seu nome passou a ser utilizado em outros contextos e associado a outros objetos, indicando um elemento essencial à compreensão de uma escrita desconhecida; uma informação necessária à evolução de um campo do saber; as noções de tradução e de aprendizagem de idiomas; e uma chave necessária à decodificação de uma mensagem criptografada.

## A estela

### Descrição física
Um dos primeiros documentos relacionados à posse da Pedra de Roseta a descreve como "uma pedra de granito negro que apresenta três inscrições [...] descoberta em Roseta". Em algum momento após a sua chegada a Londres ela teve suas inscrições preenchidas com giz branco, para que se tornassem mais legíveis, e uma camada de cera de carnaúba foi aplicada sobre o restante da sua superfície, a fim de protegê-la dos dedos dos visitantes. Isto lhe conferiu uma cor escura, que fez com que fosse identificada erroneamente como sendo feita de basalto negro. Estas adições foram removidas quando a sua superfície foi limpa, em 1999, revelando sua tonalidade cinza-escura original, o brilho de sua estrutura cristalina e um veio rosado que a atravessa no canto superior esquerdo. Comparações feitas com a Coleção Klemm de fragmentos de rochas egípcias mostraram uma semelhança com rochas obtidas na pequena pedreira de granodiorito de Gebel Tingar, na margem ocidental no Nilo, a oeste da ilha de Elefantina, na região de Assuã, e que seu veio rosado é uma característica típica do granodiorito da mesma região.
A Pedra de Roseta tem atualmente 112,3 centímetros de altura em seu ponto mais alto, 75,7 centímetros de largura e 28,4 centímetros de espessura, e pesa aproximadamente 760 quilogramas. Sua superfície frontal é polida e traz três inscrições sucessivas: no topo um registro em hieróglifos egípcios, no centro um outro em egípcio demótico e, embaixo, um último registro em grego antigo. Os lados da estela foram desbastados, mas sua parte traseira foi trabalhada de maneira bruta, presumidamente porque esperava-se que essa face não permaneceria visível no local onde originalmente a estela seria exibida.

### Constituição original
A Pedra de Roseta, em seu estado atual, é um fragmento de uma estela maior, e, embora buscas tenham sido realizadas posteriormente, nenhum outro fragmento foi encontrado em escavações do sítio arqueológico de Roseta. Devido ao estado precário de conservação em que foi encontrada, nenhum de seus três textos está totalmente completo. O registro superior, que consiste em hieróglifos egípcios, foi o mais danificado; restam apenas catorze linhas de texto, todas sem parte do lado direito, e doze delas sem o lado esquerdo. O registro seguinte, em demótico, é o que se encontra em melhor estado. Ele tem 32 linhas, das quais apenas as primeiras catorze estão danificadas no lado direito. O registro final, do texto grego, tem 54 linhas, das quais as primeiras 27 estão conservadas em relativa integridade, enquanto as demais estão em estado fragmentário devido à ausência do canto inferior direito da estela.
A extensão total do texto em hieróglifos e o tamanho original da estela podem ser estimados com base em artefatos semelhantes que sobreviveram até a atualidade, incluindo cópias de outros decretos mais ou menos contemporâneos a ela. Por exemplo, o Decreto de Canopo, emitido em 238 AEC, durante o reinado de Ptolemeu III Evérgeta, foi inscrito em uma estela com 219 centímetros de altura e 82 centímetros de largura, com 36 linhas de texto hieroglífico, 73 de egípcio demótico e 74 de grego antigo, e apresenta textos com extensões semelhantes. A partir destas comparações pôde-se concluir que faltam cerca de quatorze ou quinze linhas de inscrições em hieróglifos no registro superior da Pedra de Roseta, que ocupariam outros 30 centímetros de pedra. Além destas inscrições, é provável que ela fosse encimada por uma cena mostrando o faraó sendo apresentado aos deuses egípcios, sob um disco alado, como em outras estelas do mesmo período. Estes paralelos e o formato do caractere hieroglífico estela, presente na Pedra, sugerem que a sua parte superior terminava em uma lunette. Considerando-se esses elementos perdidos, estima-se que a altura original da estela fosse 149 centímetros.

### Redescoberta
Excerto da notícia de descoberta da Pedra de Roseta
Roseta, 2 do fructidor do ano 7. Entre as obras de fortificação [...] foi encontrada nas escavações uma pedra de um granito negro muito bonito e de um grão muito fino, e muito duro ao martelo. As dimensões são 36 polegadas de altura, 28 polegadas de largura e 9 a 10 polegadas de espessura. Uma face única e bem polida oferece três inscrições distintas, separadas em três faixas paralelas. A primeira e superior é escrita em caracteres hieroglíficos; existem catorze linhas de caracteres, mas parte delas perdeu-se devido a uma quebra da pedra. A segunda e intermediária está em caracteres que se acredita serem siríacos; existem trinta e duas linhas deles. A terceira e última é escrita em grego; existem cinquenta e quatro linhas de caracteres muito finos, muito bem esculpidos, e que, como os das outras duas inscrições superiores, estão muito bem preservados.
O general Menou teve a inscrição grega parcialmente traduzida. Ela diz, resumidamente, que Ptolemeu Filópator fez reabrir todos os canais do Egito e que esse príncipe empregou nesses imensos trabalhos um número muito considerável de trabalhadores, imensas somas e oito anos de seu reinado. Esta pedra apresenta um grande interesse para o estudo dos caracteres hieroglíficos; talvez até, enfim, nos ofereça a chave para eles.

Courier de l'Egypte, 1799
A Pedra quase certamente não se originou na cidade egípcia de Roseta, onde foi encontrada, mas provavelmente em um templo situado mais no interior, possivelmente na cidade real de Saís. O templo do qual ela proveio foi fechado por volta do ano 392, quando o imperador romano Teodósio I ordenou o fechamento de todos os templos pagãos no território sob controle de Roma. Em algum ponto depois disso a estela se quebrou, e a sua parte maior se tornou o que atualmente é conhecido como a Pedra de Roseta. Os antigos templos egípcios foram usados como fontes de material para novas construções, e ela provavelmente foi reutilizada dessa maneira. Mais tarde, em meados do século XV, ela acabou incorporada às fundações do Forte Julien, uma fortaleza construída pelo sultão mameluco Qaitbay a alguns quilômetros a nordeste da cidade portuária egípcia de Roseta e a fim de defender o ramo Bolbitino do Rio Nilo. Ela permaneceu nessa localidade por pelo menos três séculos.
A campanha de Napoleão no Egito, a partir de 1798, inspirou uma explosão de egitomania na Europa e, especialmente, na França. Um corpo de 167 especialistas técnicos, conhecido como Comissão das Ciências e das Artes, acompanhou o Exército Revolucionário Francês ao Egito. Em 15 de julho de 1799 soldados franceses, sob o comando do coronel d'Hautpoul, estavam reforçando as defesas do Forte Julien. O tenente Pierre-François Bouchard avistou uma pedra que os soldados haviam descoberto, com inscrições em um de seus lados. Ele e d'Hautpoul notaram imediatamente que esse objeto poderia ser importante e notificaram sua descoberta ao general Jacques-François Menou, que estava em Roseta. A descoberta foi anunciada à recém-fundada associação científica de Napoleão Bonaparte no Cairo, o Institut d'Égypte, por meio de um relatório de um membro da Comissão das Ciências e das Artes, Michel Ange Lancret, que observou que a estela continha três inscrições, a primeira em hieróglifos e a terceira em grego, e sugeriu, corretamente, que as três inscrições eram versões do mesmo texto. O relatório de Lancret, datado de 19 de julho de 1799, foi lido em uma reunião do Instituto no dia 25 de julho. Enquanto isso, Bouchard transportou a estela para o Cairo, para que fosse examinada por estudiosos. Pouco antes de seu retorno à França, em agosto de 1799, o próprio Napoleão inspecionou o objeto, que já começara a ser chamado Pierre de Rosette.
A descoberta foi noticiada, em setembro, no Courier de l'Egypte, o jornal oficial da expedição francesa. O repórter anônimo expressou a esperança de que a Pedra oferecesse a chave para que os hieróglifos fossem enfim decifrados. Em 1800 três dos especialistas da Comissão desenvolveram uma técnica para produzir cópias dos textos esculpidos na pedra. Um desses especialistas foi Jean-Joseph Marcel, um impressor e linguista que é creditado com a descoberta de que o texto do meio fora registrado em demótico egípcio, raramente usado em inscrições em pedras e pouco conhecido pelos estudiosos da época, e não na língua siríaca, como originalmente se pensara. O artista e inventor Nicolas-Jacques Conté encontrou uma maneira de usar a própria Pedra como um bloco de impressão para reproduzir a inscrição, e um método ligeiramente diferente foi adotado por Antoine Galland. As impressões resultantes foram levadas à Europa pelo general Charles Dugua, e permitiram a estudiosos examinar as inscrições e buscar decifrá-las.
Após a partida de Napoleão as tropas francesas resistiram aos ataques britânicos e otomanos por mais dezoito meses, mas em março de 1801 os britânicos voltaram a desembarcar no Egito. O general Menou se encontrava no comando da expedição francesa, incluindo a Comissão das Ciências e das Artes, que transportava consigo numerosas antiguidades, dentre as quais a Pedra de Roseta. Ele liderou suas tropas em marcha para o norte, em direção à costa do Mediterrâneo, a fim de encontrar o inimigo, mas foi derrotado em batalha e se viu obrigado a retirar seu exército para Alexandria, onde permaneceu cercado e sitiado. Menou rendeu-se em 30 de agosto do mesmo ano.

#### Transferência de posse
Após a rendição de Alexandria, surgiu uma disputa sobre o destino das descobertas arqueológicas e científicas francesas no Egito, incluindo artefatos, espécimes biológicos, notas, planos e desenhos coletados pelos membros da Comissão. Menou se recusou a entregá-los, alegando que eles pertenciam ao Institut d'Égypte. O general britânico John Hely-Hutchinson recusou-se a encerrar o cerco a não ser que Menou cedesse. Os estudiosos Edward Daniel Clarke e William Richard Hamilton, recém-chegados da Inglaterra, concordaram em examinar as coleções em Alexandria e alegaram ter encontrado muitos artefatos que os franceses não haviam revelado. Em uma carta contemporânea, Clarke disse ter encontrado "muito mais em seu poder do que fora informado ou imaginado".

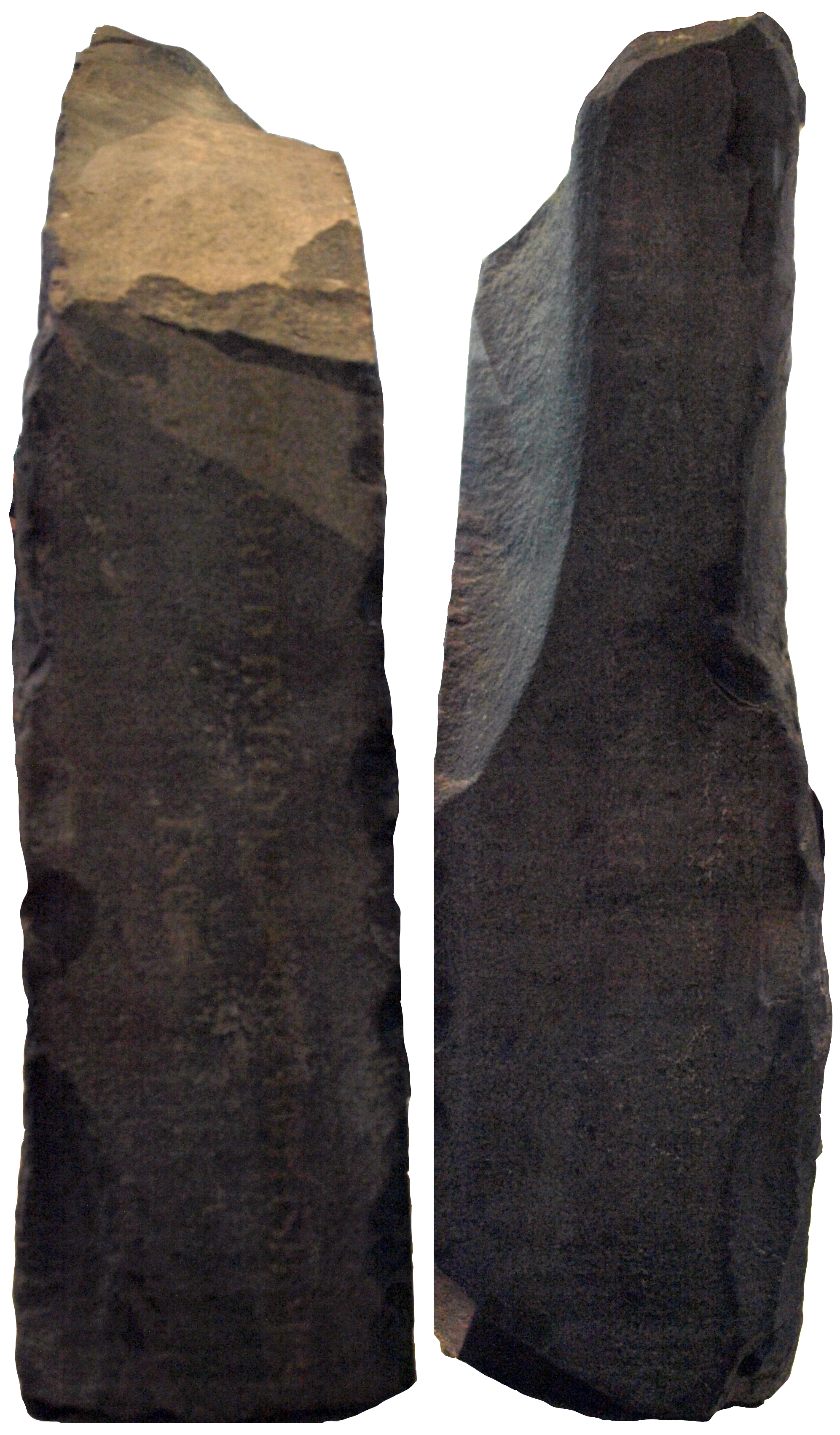
Lados esquerdo e direito da Pedra de Roseta, com inscrições em inglês mencionando sua captura por tropas inglesas

Hutchinson afirmou que todos os materiais eram propriedade da Coroa Britânica, mas o estudioso francês Étienne Geoffroy Saint-Hilaire disse a Clarke e Hamilton que os franceses preferiam queimar todas as suas descobertas a entregá-las, referindo-se ameaçadoramente à destruição da Biblioteca de Alexandria. Clarke e Hamilton defenderam o caso diante de Hutchinson, que finalmente concordou que itens como espécimes da história natural seriam considerados propriedade privada dos estudiosos. Menou rapidamente reivindicou a Pedra como sua propriedade privada, mas Hutchinson estava ciente de seu valor único e rejeitou a alegação de Menou. Finalmente chegou-se a um acordo, e a transferência dos objetos foi incorporada à Capitulação de Alexandria.
Não está realmente claro como a Pedra foi transferida para mãos britânicas, pois relatos contemporâneos diferem a este respeito. O coronel Tomkyns Hilgrove Turner, que deveria acompanhá-la até a Inglaterra, alegou mais tarde que a havia retirado pessoalmente de Menou e em seguida levado em um carro para transporte de armas. Em um relato muito mais detalhado, Edward Daniel Clarke afirmou que um "oficial e membro do Instituto" francês secretamente o guiara, junto com seu aluno John Cripps e Hamilton, às ruas secundárias atrás da residência de Menou, e ali revelado a Pedra, escondida sob tapetes protetores dentre a bagagem de Menou. De acordo com Clarke, o informante temia que ela fosse roubada, caso soldados franceses a encontrassem. Hutchinson foi informado imediatamente, e a Pedra foi removida possivelmente por Turner e sua carruagem.
Turner transportou a Pedra para a Inglaterra a bordo da fragata francesa capturada HMS Egyptienne, que ancorou em Portsmouth em fevereiro de 1802. Suas ordens eram entregá-la, junto com outras antiguidades, a Jorge III do Reino Unido. O monarca, representado por seu secretário de guerra, ordenou que fosse exposta no Museu Britânico. De acordo com a narrativa de Turner, ele e Hobart concordaram que a Pedra deveria ser apresentada aos estudiosos da Sociedade de Antiquários de Londres, da qual Turner era membro, antes de ser enfim entregue ao museu. Ela foi inspecionada e discutida pela primeira vez em uma reunião em 11 de março de 1802.
Em 1802 a Sociedade criou quatro moldes de gesso das inscrições na Pedra, que foram presenteados às universidades de Oxford, Cambridge e Edimburgo, e ao Trinity College de Dublin. Logo depois, impressões das inscrições foram feitas e distribuídas a estudiosos europeus. Antes do final de 1802 a Pedra foi transferida para o Museu Britânico, onde hoje permanece sendo exibida. Em algum momento novas inscrições foram pintadas de branco em suas bordas esquerda e direita, lembrando que ela fora "capturada no Egito pelo exército britânico em 1801" e "presenteada ao rei Jorge III".

#### Inclusão no acervo do Museu Britânico
A Pedra tem sido exibida quase continuamente desde junho de 1802. Em meados do século XIX ela recebeu o número de inventário "EA 24", sendo que a sigla "EA" significa "antiguidades egípcias". Ela é parte de uma coleção de monumentos egípcios antigos capturados da expedição francesa, incluindo o sarcófago de Nectanebo II (EA 10), a estátua de um sumo sacerdote de Amon (EA 81) e um grande punho de granito (EA 9).
Os objetos logo foram considerados pesados demais para os pisos da Montagu House (o edifício original do Museu Britânico) e foram transferidos para uma nova extensão, que foi adicionada à mansão. A Pedra de Roseta foi transferida para a galeria de esculturas em 1834, logo após a demolição da Montagu House e a construção do prédio que hoje abriga o Museu Britânico. De acordo com os registros do museu, a Pedra de Roseta é o seu objeto mais visitado, e por várias décadas uma imagem sua foi o cartão postal mais vendido no museu.
A Pedra de Roseta foi originalmente exibida reclinada sobre um berço de metal feito sob medida, cuja instalação exigiu que fossem raspadas pequenas porções laterais suas, a fim de garantir que ela se encaixasse com segurança. Originalmente ela não tinha cobertura protetora e, apesar da presença de atendentes para garantir que não fosse tocada pelos visitantes, em 1847 foi necessário transferi-la para uma estrutura com proteção. Desde 2004 a Pedra está em exibição em uma caixa de vidro, especialmente construída no centro da Galeria de Escultura Egípcia. Uma réplica da Pedra de Roseta é exibida na Biblioteca do Rei no Museu Britânico, desprotegida e livre para ser tocada, tal qual teria sido exibida aos visitantes do início do século XIX.
O museu tomou precauções para sua proteção durante os pesados bombardeios em Londres no final da Primeira Guerra Mundial, e em 1917 ela foi transferida para um local seguro, juntamente com outros objetos de valor passíveis de serem transportados. A Pedra passou os dois anos seguintes quinze metros abaixo do nível do solo, em uma estação metroferroviária. Com exceção de conflitos armados, a Pedra de Roseta deixou o Museu Britânico apenas uma vez, por um mês em outubro de 1972, para ser exibida no Museu do Louvre, em Paris, ao lado da Lettre à M. Dacier, de Champollion, no 150º aniversário da publicação da carta. Mesmo quando a Pedra de Roseta estava passando por medidas de conservação, em 1999, o trabalho foi feito na galeria do Museu Britânico, a fim de que ela permanecesse visível ao público.

## O Decreto de Mênfis

### Contexto
A estela foi criada após a coroação do faraó Ptolemeu V Epifânio, inscrita com um decreto emitido por um congresso de sacerdotes reunido em Mênfis com o objetivo de estabelecer o culto ao jovem soberano. A data registrada no texto em grego da Pedra é "ano 9, Xandikos, dia 4" no antigo calendário macedônico e "18 de Mechir" no calendário egípcio, ambos correspondentes a 27 de março de 196 AEC. O ano citado é o nono do reinado de Ptolemeu V, o que é confirmado pela menção de quatro sacerdotes que se sabe foram nomeados para seus cargos no mesmo ano: Aeto III foi sacerdote dos cultos divinos de Alexandre Magno e de cinco Ptolemeus, inclusive o do próprio Ptolemeu V, e seus três colegas, também citados nominalmente na inscrição, iniciaram o culto a Berenice II (esposa de Ptolemeu III), Arsínoe II (esposa e irmã de Ptolemeu II) e Arsínoe III (mãe de Ptolemeu V). Uma segunda data é mencionada nos textos em grego e egípcio hieroglífico, que corresponde a 27 de novembro de 197 AEC, dia da coroação de Ptolemeu. A inscrição em egípcio demótico conflita com as datas em grego antigo e egípcio hieroglífico, enumerando dias consecutivos em março para o decreto e o aniversário. Embora os motivos para estas discrepâncias permaneçam incertos, há consenso de que o decreto data de 196 AEC e tinha como intenção restabelecer o domínio dos reis ptolemaicos sobre o Egito.

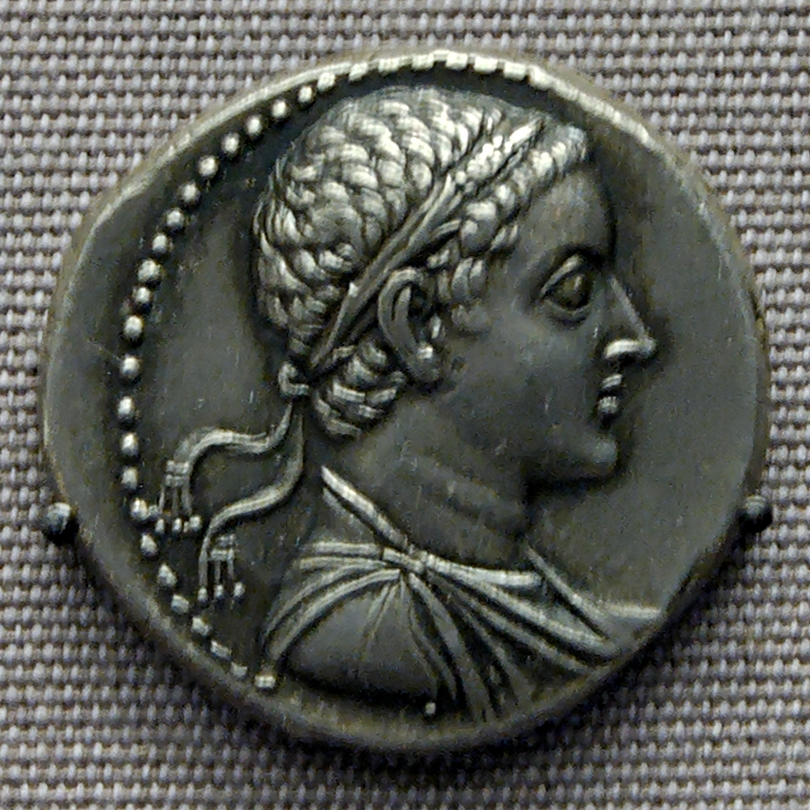
Tetradracma com a efígie de Ptolemeu V Epifânio, em cujo reinado a Pedra de Roseta foi erigida

O decreto foi promulgado durante um período turbulento da história egípcia. Ptolemeu V Epifânio, que reinou entre 205 e 180 AEC, havia herdado o trono com cinco anos de idade, após a morte repentina de seus pais, Ptolemeu IV Filópator e Arsínoe III. De acordo com fontes contemporâneas, seus pais foram assassinados por uma conspiração que contara com a participação de uma concubina de Ptolemeu IV, Agatocleia, irmã de um de seus ministros, Agátocles. Os conspiradores efetivamente governaram o Egito como guardiães de Ptolemeu V, até que, dois anos mais tarde, uma revolta eclodiu sob o comando do general Tlepólemo, e Agatocleia, juntamente com sua família, foi linchada por uma multidão em Alexandria. Tlepólemo, por sua vez, em 201 AEC foi substituído como regente e guardião do jovem rei por Aristómenes de Alízia, principal dentre os ministros do período do Decreto de Mênfis.
Forças políticas externas às fronteiras do Egito exacerbaram os problemas internos do reino ptolemaico. Antíoco III Magno e Filipe V da Macedônia aliaram-se para dividir os territórios ultramarinos egípcios ao redor do Mar Mediterrâneo; Filipe havia capturado diversas ilhas e cidades da Cária e Trácia, e a Batalha de Banias (198 AEC) resultara na transferência da Celessíria (incluindo a Judeia) dos ptolemeus para os selêucidas. Enquanto isso o sul do Egito passava por uma duradoura revolta, iniciada já durante o reinado de Ptolemeu IV, liderada por Hugronafor e, posteriormente, pelo seu sucessor, Adicalamani. Tanto a guerra quanto a revolta ainda ocorriam quando o jovem Ptolemeu V foi coroado em Mênfis, aos doze anos de idade, cerca de um ano antes da promulgação do Decreto de Mênfis.
A Pedra de Roseta é um exemplar tardio de "estelas donativas", nas quais os monarcas reinantes concediam isenções de impostos e presentes aos templos e sacerdotes residentes. Os faraós vinham erigindo essas estelas desde pelo menos dois mil anos antes, e seus exemplos mais antigos datam do período do Império Antigo. Por outro lado, estelas estabelecidas por sínodos sacerdotais, e não pelo rei, eram uma exclusividade do Egito ptolemaico, iniciada possivelmente no reinado de Ptolemeu III Evérgeta e difundidas no reinado de seu neto, Ptolemeu V. No período faraônico anterior seria impensável qualquer pessoa, exceto os próprios governantes divinos, tomar decisões com implicações em todo o reino. Diferentemente, esse modo de honrar um rei era uma característica das cidades gregas. Em vez de fazer seu próprio elogio, como no Egito anterior, no mundo helênico o rei era glorificado e deificado por seus súditos ou grupos representativos de seus súditos.

### Conteúdo
Excerto do Decreto de Mênfis
Os sumos sacerdotes e profetas [...] e todos os outros sacerdotes que vieram de todos os santuários do país a Mênfis ao encontro do rei, [...] declararam: [...] o rei Ptolemeu [...] tem sido um benfeitor para com os templos e para aqueles que aí habitam, como também para todos aqueles que são seus súbditos; [...] se mostrou benfeitor e consagrou aos santuários receitas em dinheiro e em trigo e tem suportado muitos gastos para conduzir o Egipto à tranquilidade e para assegurar o culto; e que tem sido generoso utilizando todas as suas forças; e que, das receitas e impostos cobrados no Egipto, tem suprimido alguns e aligeirado outros para que o povo e todos pudessem prosperar sob o seu reinado; e que tem suprimido as inúmeras contribuições dos habitantes do Egipto e do resto do seu reino destinadas ao rei, por mais consideráveis que fossem [...] e que depois de inquirir tem renovado os mais honoráveis dos templos, sob o seu reinado, como é devido; em recompensa por isto, os deuses têm-lhe dado saúde, vitória e poder e todas as outras coisas, e a coroa deve permanecer propriedade sua e dos seus filhos, para sempre. COM SORTE PROPÍCIA, foi decidido pelos sacerdotes de todos os santuários do país que devem ser enormemente aumentadas as honras rendidas ao rei Ptolemeu, o Imortal, o amado de Ptah, o deus Epifânio Eucaristo [...]; que se erga em cada santuário, no lugar mais proeminente, uma imagem do rei imortal, Ptolemeu, deus Epifânio Eucaristo, imagem que levará o nome de Ptolemeu, defensor do Egipto, junto da qual deverá ficar o deus principal do santuário, entregando-lhe a arma da vitória, segundo o modo egípcio [...]

Trad. J. C. Sales e H. C. Manuelito (2007). Feita a partir de trad. para o inglês, de C. Andrews (1983)
O decreto registra que Ptolemeu V dotara os templos do reino com prata e grãos, e também que houve inundações particularmente altas no Nilo no oitavo ano de seu reinado, e que ele providenciara para que o excesso de águas fosse represado para o benefício dos agricultores. Em troca destas concessões, o conselho de sacerdotes prometeu que os aniversários de nascimento e de coroação do faraó seriam comemorados anualmente e que todos os sacerdotes do Egito prestariam culto a ele e o serviriam juntamente com os demais deuses do panteão egípcio. O decreto conclui com a instrução de que uma cópia sua deveria ser erigida em cada templo, inscrita na "linguagem dos deuses" (hieróglifos egípcios), na "linguagem dos documentos" (egípcio demótico) e na "linguagem dos gregos" tal qual usada pelo governo ptolemaico.
Conquistar o apoio dos sacerdotes era essencial para os planos da dinastia ptolemaica de estabelecer um domínio efetivo sobre a população egípcia. Os sumos sacerdotes de Mênfis, onde os faraós vinham sendo coroados, eram particularmente importantes, na medida em que eram a mais alta autoridade da época e gozavam de influência que se estendia por todo o reino. Como o Decreto foi promulgado em Mênfis, antiga capital do Egito, e não em Alexandria, centro do governo durante o período dos ptolemeus, parece evidente que o jovem rei estava ansioso por conquistar o apoio ativo destes sacerdotes. Assim, embora o governo do Egito tivesse adotado oficialmente o grego antigo desde as conquistas de Alexandre Magno, o Decreto de Mênfis, como os dois decretos que o precederam na série, trazia textos em egípcio demótico como forma de assegurar que a sua importância seria transmitida para a população por intermédio dos sacerdotes alfabetizados nessa linguagem.

### Traduções notórias
As traduções do Decreto de Mênfis para a língua portuguesa são baseadas em traduções diretas de seus textos realizadas primeiramente para outros idiomas, notadamente em língua inglesa, como no caso da tradução de José das Candeias Sales e Helena do Carmo Manuelito. Mesmo nesse idioma não existem traduções definitivas, devido às pequenas diferenças entre os três textos originais e porque a compreensão moderna dos idiomas antigos presentes na Pedra continua a se desenvolver. São particularmente consagradas traduções mais antigas, de autoria de E. A. Wallis Budge (1904 e 1913) e Edwyn Bevan (1927), mas elas encontram-se relativamente desatualizadas. Mais recentemente outras traduções ganharam notoriedade, sobretudo as de Carol Andrews, a partir do texto em grego antigo (1983); de Quirke e Andrews (1989), com traduções atualizadas dos três textos, introdução e desenho fac-símile; e de R. S. Simpson, a partir do texto em egípcio demótico (2007).
Três outras inscrições relacionadas ao Decreto de Mênfis foram descobertas desde que a Pedra de Roseta foi encontrada: o texto da Estela de Nubaira, uma estela encontrada em Elefantina e uma inscrição no Obelisco de Filas, descoberto em 1815 no Templo de Ísis em Filas. Ao contrário da Pedra de Roseta, suas inscrições em hieróglifos estavam relativamente intactas, e, embora as inscrições da Pedra de Roseta já tivessem sido decifradas quando da sua descoberta, egiptólogos posteriores, incluindo Wallis Budge, utilizaram-se de suas inscrições para compreender com maior precisão os hieróglifos presentes nas partes da Pedra de Roseta que jamais foram encontradas.

## Decifração dos hieróglifos egípcios

### Contexto do estudo da escrita hieroglífica

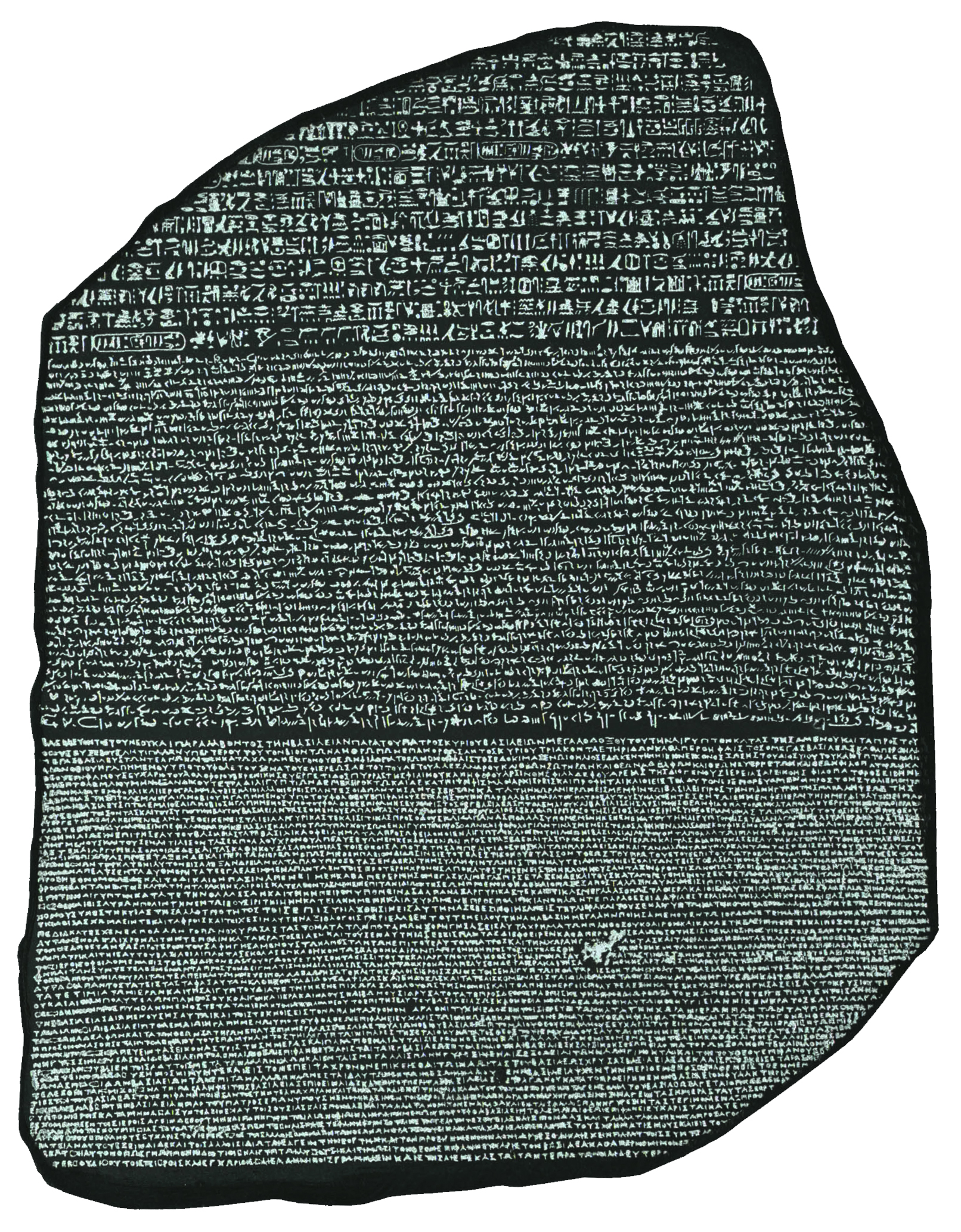
Face da Pedra de Roseta, com seus textos destacados

Antes da descoberta da Pedra de Roseta e sua eventual decifração, as antigas língua e escrita egípcias deixaram de ser compreendidas pouco antes da queda do Império Romano. O uso da escrita hieroglífica tornou-se cada vez mais especializado, mesmo no período faraônico posterior, e já no século IV EC poucos egípcios eram capazes de lê-la. O uso frequente de hieróglifos cessou após o fechamento de todos os templos não cristãos em 391, por ordem do imperador romano Teodósio I, e a última inscrição de que se tem notícia, encontrada em Filas e conhecida como Grafito de Esmet-Akhom, é datada de 24 de agosto de 394.
A aparência pictórica dos hieróglifos foi notada e enfatizada por autores clássicos, em nítido contraste com os alfabetos grego e latino. No século V supostamente o clérigo Horapolo escreveu a obra Hieroglífica, contendo uma explicação de quase duzentos glifos egípcios. Durante muito tempo acreditou-se que essa obra continha apontamentos precisos, mas ela mostrou-se enganosa de várias maneiras e, junto com outros trabalhos, constituiu uma armadilha duradoura para o entendimento da escrita egípcia.
Tentativas posteriores de decifração foram feitas por historiadores árabes no Egito medieval, durante os séculos IX e X. Dulnune do Egito e Ibn Wahshiyya foram os primeiros historiadores a estudar os hieróglifos, comparando-os com a língua copta usada pelos clérigos coptas do seu tempo. O estudo dos hieróglifos continuou com tentativas infrutíferas de decifração por estudiosos europeus, principalmente João Gorópio Becano no século XVI, Athanasius Kircher no século XVII e Georg Zoëga no século XVIII. A descoberta da Pedra de Roseta em 1799 forneceu informações críticas até então ausentes, e que gradualmente foram reveladas por uma sucessão de estudiosos que, afinal, permitiram a Jean-François Champollion resolver o mistério que Kircher havia batizado "enigma da Esfinge".

### Texto em grego antigo

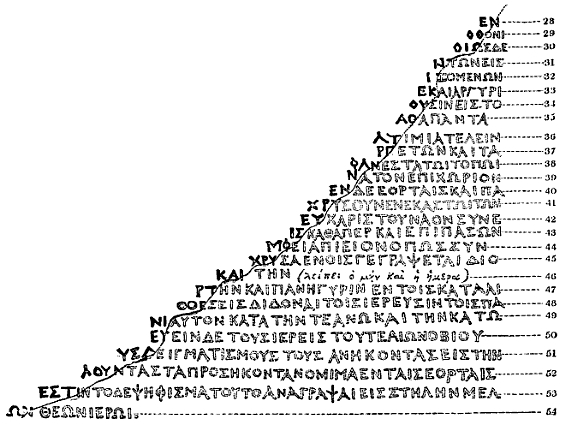
A proposta de reconstituição do texto em grego Clássico ausente da Pedra de Roseta, de R. Porson (1803)

O texto grego na Pedra de Roseta forneceu o ponto de partida para a decifração do conteúdo do seu texto em hieróglifos. O grego antigo era amplamente conhecido por estudiosos, mas eles não estavam familiarizados com os detalhes do seu uso no período helenístico e sobretudo como idioma do governo no Egito Ptolemaico; descobertas em larga escala de papiros gregos só viriam a ocorrer muito mais tarde. Assim, as primeiras traduções do texto grego da Pedra são prova de que os tradutores tinham dificuldade em compreender seu contexto histórico e o jargão administrativo e religioso empregado. Stephen Weston apresentou verbalmente uma tradução em inglês do texto grego, em uma reunião da Sociedade de Antiquários de Londres em abril de 1802.
Paralelamente, duas das cópias litográficas feitas no Egito chegaram ao Institut de France em Paris, em 1801. Lá, o bibliotecário e antiquário Gabriel de La Porte du Theil começou a trabalhar na tradução do grego, mas foi impedido, ao ser despachado em uma missão por Napoleão. Ele deixou seu trabalho inacabado nas mãos do colega Hubert-Pascal Ameilhon, que produziu as primeiras traduções publicadas do texto grego, em 1803, tanto em latim quanto em francês, para garantir que elas circulariam amplamente.
Em Cambridge, Richard Porson trabalhou no canto inferior direito do texto grego, e sugeriu uma reconstituição do texto que logo foi divulgada pela Sociedade de Antiquários de Londres, ao lado de suas impressões da inscrição. Quase simultaneamente, Christian Gottlob Heyne, em Göttingen, realizou uma nova tradução em latim, mais confiável que a de Ameilhon, e que foi publicada pela primeira vez em 1803. Esta última tradução foi reimpressa pela Sociedade de Antiquários de Londres em uma edição especial de sua revista Archaeologia, em 1811, ao lado da tradução inglesa inédita de Weston, da narrativa do coronel Turner e de outros documentos.

### Texto em demótico

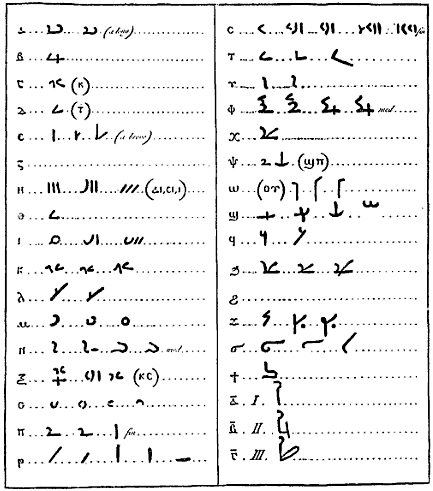
A tabela de J. D. Åkerblad (1802) com caracteres demóticos e seus equivalentes coptas

Na época da redescoberta da Pedra o diplomata e estudioso sueco Johan David Åkerblad trabalhava em uma escrita pouco conhecida, da qual alguns exemplos haviam sido encontrados recentemente no Egito, que passou a ser conhecida como demótico. Ele a chamou de "copta cursivo" porque estava convencido de que era usada para gravar alguma forma da língua copta, que já se sabia ser descendente direta do antigo egípcio, embora apresentasse poucas semelhanças com a escrita copta posterior. O orientalista francês Antoine-Isaac Silvestre de Sacy discutia esse trabalho com Åkerblad quando recebeu uma das primeiras impressões litográficas da Pedra de Roseta, em 1801, de Jean-Antoine Chaptal, ministro do interior da França. Ele percebeu que o texto do meio estava nessa mesma escrita. Ele e Åkerblad começaram a trabalhar, individualmente, sobre esse texto, assumindo que se tratava de uma escrita alfabética. Eles tentaram identificar os pontos em que os nomes gregos deveriam ocorrer dentro desse texto desconhecido, comparando-os com o grego. Em 1802 Silvestre de Sacy informou a Chaptal que ele havia identificado com êxito cinco nomes ("Alexandros", "Alexandreia", "Ptolemaios", "Arsinoe" e o título de Ptolemeu V, "Epifânio"), e Åkerblad publicou um alfabeto de 29 letras (mais da metade das quais estavam corretas) que ele havia identificado a partir dos nomes gregos no texto demótico. No entanto, nenhum dos dois conseguiu identificar os caracteres restantes do texto demótico, que, posteriormente descobriu-se, inclui símbolos ideográficos e de outros tipos, ao lado dos fonéticos.

### Texto em hieróglifos
Silvestre de Sacy acabou desistindo do trabalho no texto em demótico sobre a Pedra, mas ainda faria outra contribuição. Em 1811, motivado por discussões com um estudante sobre caracteres chineses, ele considerou uma sugestão feita por Georg Zoëga em 1797, de que os nomes estrangeiros nas inscrições hieroglíficas egípcias pudessem ser escritos foneticamente; ele também lembrou que, já em 1761, Jean-Jacques Barthélemy havia sugerido que, nas inscrições hieroglíficas, os caracteres contidos em cartuchos podiam ser nomes próprios.

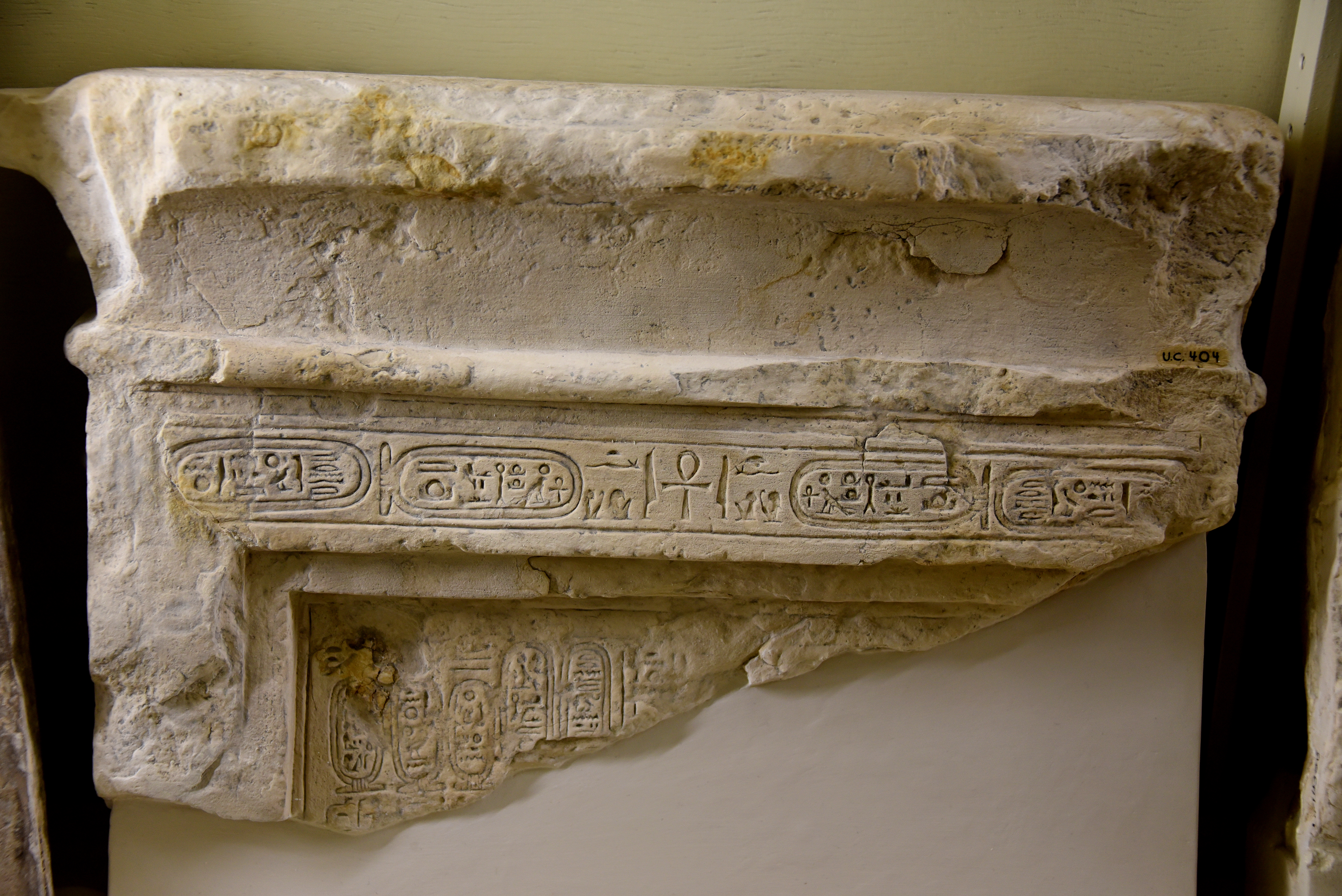
Fragmento de estela que apresenta diversos cartuchos

Assim, quando o britânico Thomas Young, secretário de Relações Exteriores da Royal Society de Londres, lhe escreveu sobre a Pedra em 1814, Silvestre de Sacy sugeriu em resposta que, ao tentar ler o texto hieroglífico, Young poderia procurar por cartuchos e tentar identificar os caracteres fonéticos neles a partir dos nomes próprios conhecidos no texto em grego. Young assim o fez, com dois resultados que, juntos, abriram o caminho para a decifração final dos hieróglifos egípcios. Ele descobriu no texto hieroglífico os caracteres para os fonemas p, t, o, l, m, e e s (na transliteração mais atual em língua inglesa, respectivamente p, t, w, l, m, y e s) usados para escrever o nome grego "Ptolemaios". Ele também notou que esses caracteres se assemelhavam a seus equivalentes na escrita demótica, e notou quase oitenta semelhanças entre os textos hieroglíficos e demóticos na Pedra, uma descoberta importante porque anteriormente as duas escritas eram consideradas completamente diferentes uma da outra. Isso o levou a deduzir corretamente que a escrita demótica é apenas parcialmente fonética, também possuindo caracteres ideográficos derivados dos hieróglifos. As novas ideias de Young foram enfatizadas no longo artigo para o verbete "Egito", que ele escreveu em 1819 para a Encyclopædia Britannica, mas ele não foi capaz de apresentar novos progressos.

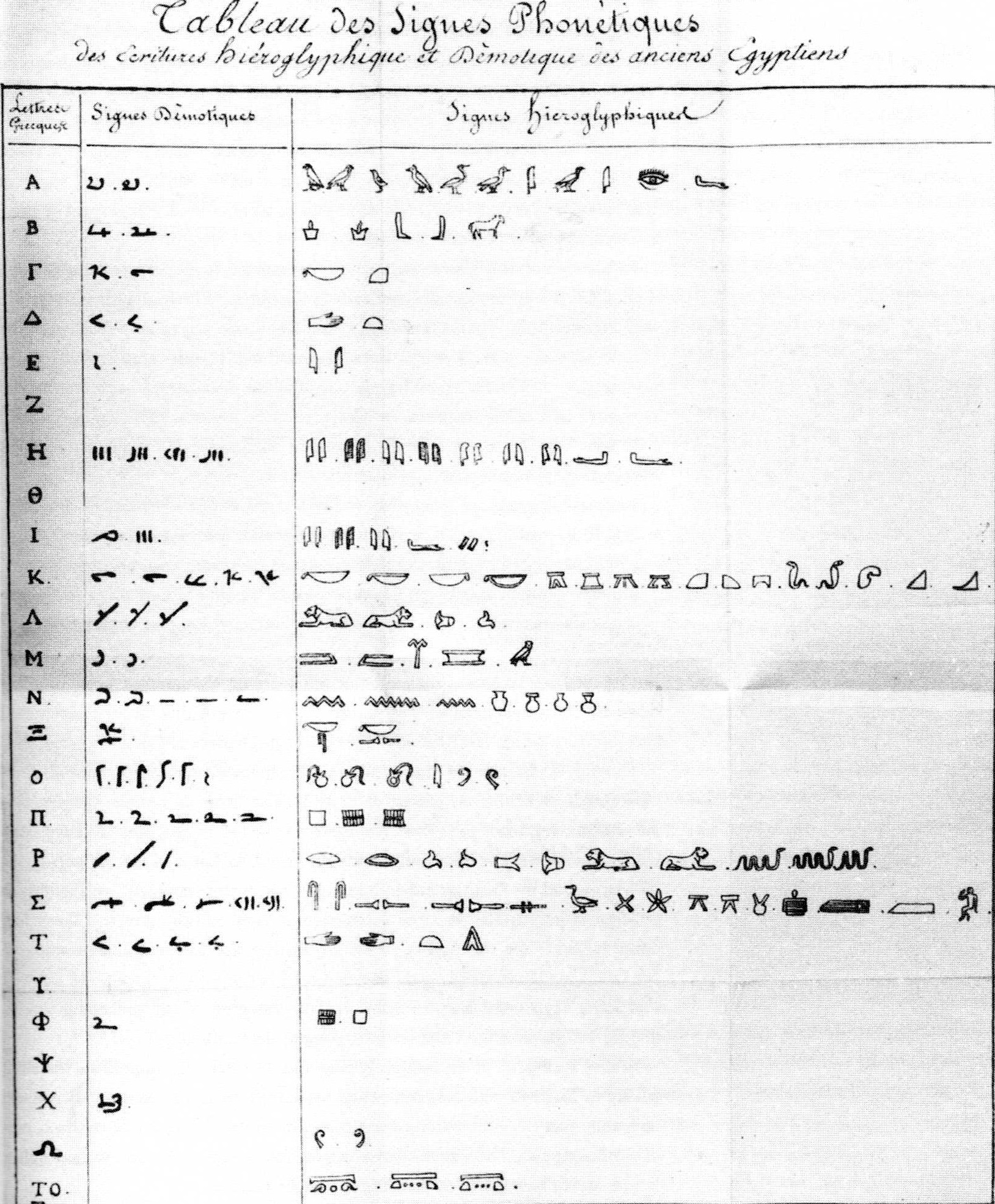
A tabela de J.-F. Champollion (1822) com caracteres hieroglíficos, demóticos e coptas

Em 1814 Young trocou correspondência pela primeira vez com Jean-François Champollion, um professor de Grenoble que havia produzido um trabalho acadêmico sobre o Egito Antigo. Champollion teve acesso a cópias das breves inscrições hieroglíficas e gregas no Obelisco de Filas, em 1822, nas quais William John Bankes havia notado previamente os nomes "Ptolemaios" e "Kleopatra" em ambas as inscrições. A partir disso, Champollion identificou os signos hieroglíficos para os sons k, l, e, o, p, a, t e r do nome de Cleópatra. Com base neles e nos nomes estrangeiros da Pedra de Roseta, ele rapidamente construiu um alfabeto de caracteres hieroglíficos fonéticos, completando seu trabalho em 14 de setembro e anunciando-o publicamente em 27 de setembro em uma palestra para a Académie Royale des Inscriptions et Belles-Lettres.
No mesmo dia ele escreveu a famosa Lettre à M. Dacier, endereçada a Bon-Joseph Dacier, secretário da Académie, detalhando a sua descoberta. No pós-escrito Champollion observa que caracteres fonéticos semelhantes pareciam ocorrer em grego e egípcio, uma hipótese confirmada em 1823, quando ele identificou os nomes dos faraós Ramessés II e Tutemés III escritos em cartuchos de textos muito mais antigos localizados em Abul-Simbel, que foram copiados por Bankes e enviados a Champollion por Jean-Nicolas Huyot. A partir deste ponto as histórias da Pedra de Roseta e da decifração dos hieróglifos egípcios divergiram, pois Champollion se baseou em muitos outros textos para desenvolver uma gramática egípcia antiga e um dicionário hieroglífico, que foram publicados após sua morte em 1832.

## Estudos posteriores
O trabalho sobre a Pedra agora se concentrava em uma compreensão mais completa dos textos e de seus contextos, comparando as três versões entre si. Em 1824 o pesquisador Antoine-Jean Letronne prometeu preparar uma nova tradução literal do texto grego para o uso de Champollion, e este, em troca, prometeu uma análise de todos os pontos em que os três textos pareciam diferir. Após a morte súbita de Champollion, em 1832, seu esboço dessa análise não foi encontrado, e, juntamente com outros trabalhos, foi considerado perdido. François Salvolini, ex-aluno e assistente de Champollion, morreu em 1838, e essa análise e outros rascunhos desaparecidos foram encontrados em seus trabalhos. Essa descoberta permitiu provar que uma publicação de Salvolini sobre a Pedra, publicada em 1837, constituía plágio, algo de que se suspeitava ainda quando Salvolini estava vivo. Letronne finalmente conseguiu concluir seu comentário sobre o texto grego e sua nova tradução francesa, que foram publicados em 1841, dedicados a Champollion.

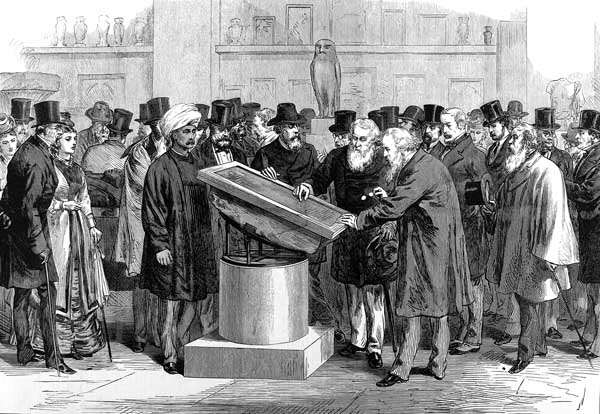
Especialistas inspecionando a Pedra de Roseta durante o Segundo Congresso Internacional de Orientalistas (1874)

Uma outra questão a ter ocupado a atenção dos especialistas, e que permanece controversa, concerne a se um dos três textos na Pedra de Roseta constituía a versão padrão no momento de sua inscrição, tendo servido de base para as traduções dos outros dois textos. Em 1841 Letronne tentou mostrar que a versão grega era o produto do governo egípcio sob a Dinastia Ptolemaica, e portanto o texto original. Entre os autores recentes, John Ray afirmou que "os hieróglifos eram as mais importantes das escritas na Pedra: eles estavam lá para serem lidos pelos deuses e pelos mais instruídos dentre os sacerdotes". Philippe Derchain e Heinz Josef Thissen argumentaram que as três versões foram compostas simultaneamente, e, no mesmo sentido, Stephen Quirke vê no decreto "a confluência intrincada de três tradições textuais vitais". Richard Parkinson ressalta que a linguagem da versão hieroglífica se desvia do formalismo de textos egípcios mais antigos e, ocasionalmente, usa uma linguagem mais próxima da do registro demótico, que os sacerdotes usavam mais comumente na vida cotidiana. O fato de as três versões não poderem ser comparadas palavra por palavra ajuda a explicar por que a decifração se mostrou mais difícil do que era inicialmente esperado pelos estudiosos, que acreditavam ter encontrado uma chave bilíngue exata dos hieróglifos egípcios.

### Rivalidades
Mesmo antes do caso Salvolini, disputas por precedência e plágio pontuaram a história da decifração da Pedra de Roseta. O trabalho de Thomas Young é reconhecido na Lettre à M. Dacier de Champollion, em 1822, mas, de acordo com os primeiros críticos britânicos, incompletamente: por exemplo, James Browne, um subeditor da Encyclopædia Britannica (que publicou o artigo de Young de 1819), em 1823 enviou anonimamente para a Edinburgh Review uma série de artigos críticos, elogiando o trabalho de Young e alegando que Champollion, "inescrupuloso", o plagiara. Esses artigos foram traduzidos para o francês por Julius Klaproth e publicados em forma de livro em 1827.
A publicação de Young, em 1823, reafirmou a sua contribuição. As mortes de Young (1829) e Champollion (1832) não puseram fim a essas disputas, e em seu trabalho sobre a Pedra, em 1904, E. A. Wallis Budge deu ênfase à contribuição de Young, em detrimento da de Champollion. No início da década de 1970 um painel de informações adjacente à Pedra mostrava retratos de Champollion e Young. O museu recebeu reclamações de visitantes franceses, de que o retrato de Champollion era menor que o de Young, e de visitantes ingleses, que afirmavam exatamente o oposto. Na realidade os retratos tinham o mesmo tamanho.

## Pedido de repatriação
Em julho de 2003 Zahi Hawass, então secretário-geral do Conselho Supremo de Antiguidades, expressou pedidos de devolução da Pedra de Roseta ao Egito. Esse pedido, noticiado na mídia egípcia e internacional, buscava que a estela fosse repatriada para o Egito, e argumentava que ela constitui um "ícone" da identidade nacional egípcia. Hawass repetiu a proposta dois anos depois, em Paris, listando a Pedra como um dos seis objetos principais da herança cultural do Egito em posse de museus estrangeiros, uma lista que também incluía o icônico Busto de Nefertiti, no Museu Egípcio de Berlim; uma estátua do arquiteto da Pirâmide de Quéops, Hemiunu, no Museu Roemer-und-Pelizaeus, em Hildesheim, na Alemanha; o Zodíaco de Dendera, no Museu do Louvre, em Paris; e o Busto de Ankhaf, no Museu de Belas Artes de Boston.

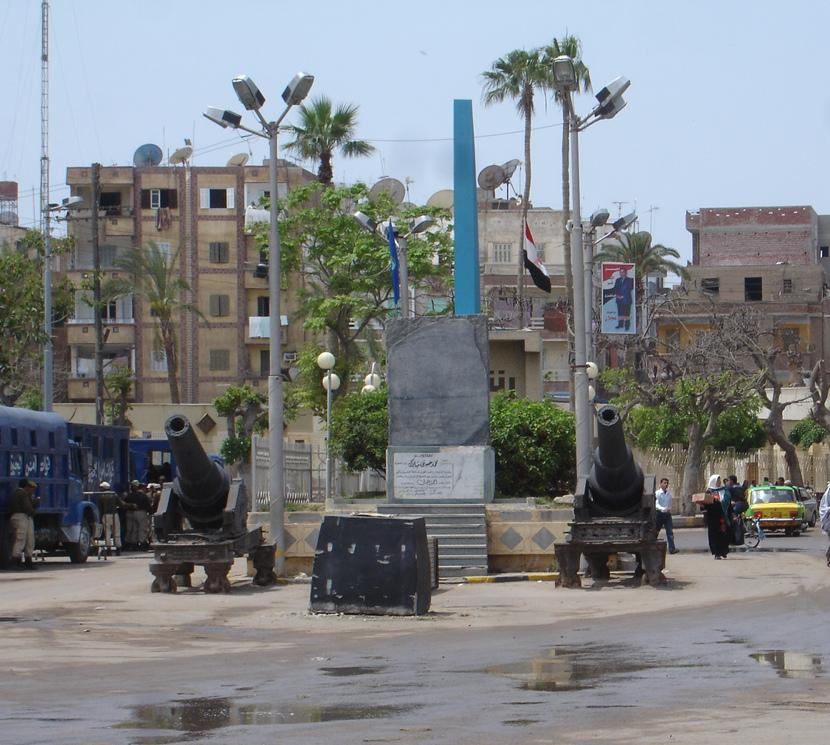
Uma reprodução ampliada da Pedra de Roseta em Roseta, no Egito

Em 2005 o Museu Britânico doou ao Egito uma réplica em tamanho real da estela, em fibra de vidro, que foi exibida inicialmente no Museu Nacional Raxide, uma casa otomana em Roseta, a cidade mais próxima do local onde a Pedra foi encontrada. Em novembro de 2005 Hawass sugeriu um empréstimo de três meses da Pedra de Roseta, reiterando o objetivo final de um retorno permanente. Mais tarde ele sugeriu que poderia abandonar sua reivindicação pelo retorno permanente da Pedra de Roseta, caso o Museu Britânico emprestasse a Pedra ao Egito por três meses para a abertura do Grande Museu Egípcio de Gizé, em 2013, mas por fim reiterou que um eventual empréstimo não afetaria seu pedido de repatriação definitiva.
Como John Ray observou, "pode chegar o dia em que a Pedra tenha passado mais tempo no Museu Britânico do que em Roseta". Existe uma forte oposição dos museus dos países desenvolvidos à repatriação de objetos de importância cultural internacional, como a Pedra de Roseta. Em resposta a repetidos pedidos gregos de retorno dos Mármores de Elgin, retirados do Partenon no século XIX, e a pedidos semelhantes recebidos por outros museus, em 2002 mais de trinta dos principais museus do mundo - incluindo o Museu Britânico; o Louvre; o Museu de Pérgamo, de Berlim; e o Museu Metropolitano de Arte, de Nova Iorque - emitiram uma declaração conjunta argumentando que "objetos adquiridos em épocas anteriores devem ser vistos à luz de diferentes sensibilidades e valores que refletem aquela época anterior" e que "os museus servem não apenas aos cidadãos de uma nação, mas também às pessoas de todas as nações".

## Legado
Por vezes descrita como "a pedra mais famosa do mundo" e uma das "maravilhas do mundo", com o tempo a Pedra de Roseta viu seu papel científico ser compartilhado com outras estelas e inscrições. Outras versões parciais de seu decreto e diversas inscrições bilíngues ou trilíngues semelhantes foram descobertas mais recentemente, incluindo dois decretos ptolemaicos mais antigos, o Decreto de Canopo, de 238 AEC, e o Decreto de Ráfia, de aproximadamente 217 AEC. Não obstante, a Pedra de Roseta permanece um símbolo cultural amplamente difundido, por ter permitido avanços fundamentais na arqueologia, nos estudos da tradução e na compreensão contemporânea da literatura e da cultura do Antigo Egito. Como consequência disso, ao longo do tempo ela viu seu nome associado a outros objetos e em outros contextos, em alusão à sua significância científica e cultural. Vários documentos epigráficos bilíngues ou trilíngues antigos foram descritos como "Pedras de Roseta", pois contribuíram decisivamente para a decifração de escritas antigas. Por exemplo, as moedas bilíngues greco-brâmanes do rei greco-bactriano Agátocles foram descritas como "pequenas Pedras de Roseta", pois permitiram os primeiros passos em direção à decifração da escrita brâmane por Christian Lassen e, portanto, o acesso à epigrafia indiana antiga. A Inscrição de Beistum também foi comparada à Pedra de Roseta, por apresentar conteúdo em três línguas antigas do Oriente Médio: persa antigo, elamita e assiro-babilônio.
O termo Pedra de Roseta também foi usado para representar uma chave crucial no processo de descriptografia de informações codificadas, especialmente quando uma amostra pequena, mas representativa, é reconhecida como pista para entender um todo maior. Consta que o primeiro uso figurativo do termo apareceu na edição de 1902 da Encyclopædia Britannica, em um artigo relacionado à análise química da glucose. Outro uso da frase é encontrado no romance de 1933 de H. G. Wells, The Shape of Things to Come, no qual o protagonista encontra um manuscrito contendo signos taquigráficos, que fornece uma chave para decifrar outros documentos redigidos à mão e em máquina de escrever.
Desde então o termo tem sido amplamente utilizado em outros contextos. Por exemplo, em 1979 o ganhador do Prêmio Nobel Theodor Hänsch, em um artigo sobre espectroscopia publicado na Scientific American, escreveu com colaboradores que "o espectro dos átomos de hidrogênio provou ser a Pedra de Roseta da física moderna: uma vez que esse padrão de linhas fosse decifrado, muito mais poderia ser compreendido". O entendimento completo do conjunto-chave de genes para o antígeno leucocitário humano foi descrito como "a Pedra de Roseta da imunologia". A planta Arabidopsis thaliana tem sido chamada de "Pedra de Roseta da época da floração". Uma erupção de raios gama (ERG) encontrada em conjunto com uma supernova foi chamada de "Pedra de Roseta", por seu papel na compreensão da origem dos ERG. A técnica Doppler de ecocardiografia foi chamada de "Pedra de Roseta" para os médicos que tentam entender o complexo processo pelo qual o ventrículo esquerdo do coração humano pode ser preenchido durante processos de disfunção diastólica. Referências ao nome da Pedra de Roseta, indicando elementos capazes de trazer grandes avanços, aparecem em numerosas outras áreas do conhecimento ou de atuação profissional, da gestão de pessoas à conservação da natureza.
O nome "Pedra de Roseta" também foi usado em vários softwares de tradução. Rosetta Stone é uma marca de software de aprendizado de idiomas pertencente à empresa Rosetta Stone Ltd. "Rosetta" é o nome de um "tradutor dinâmico leve" que permite que aplicativos compilados para processadores PowerPC sejam executados em sistemas Apple usando um processador x86. "Rosetta" é uma ferramenta de tradução de idiomas on-line para ajudar na localização de software, desenvolvido e mantido pela Canonical como parte do projeto Launchpad. Da mesma forma, o Rosetta@home é um projeto de processamento distribuído da Universidade de Washington para prever estruturas de proteínas a partir de sequências de aminoácidos (ou traduzir sequências em estruturas). O Projeto Roseta, da Fundação Long Now, reúne especialistas em idiomas e falantes nativos para desenvolver pesquisas e mantém um arquivo de mais de 2,5 mil idiomas registrados em documentos e gravações depositados em mídias projetadas para durar mais de mil anos. A sonda espacial Rosetta, da Agência Espacial Europeia, foi enviada em 2 de março de 2004 para estudar o cometa 67P/Churyumov-Gerasimenko, na esperança de que a determinação de sua composição revele a origem do Sistema Solar. Às 16h03min UTC de 12 de novembro de 2014, seu módulo Philae tornou-se o primeiro objeto artificial a pousar na superfície de um cometa.